# Adrián Colunga
Adrián Colunga Pérez (Oviedo, 17 novembre 1984) è un ex calciatore spagnolo, di ruolo attaccante, collaboratore tecnico del DAC Dunajská Streda.

## Carriera

### Club
È cresciuto nei settori giovanili del Covadonga e dello Sporting Gijon, che lo ha ceduto in prestito a vari club della Segunda e Tercera División spagnola, nonostante fosse il capocannoniere di tutte le squadre giovanili del club asturiano.
Nel gennaio 2006 si è svincolato dallo Sporting e dopo altre due stagioni in Tercera División è arrivato al Las Palmas in Segunda División segnando 13 gol che non sono serviti a salvare la squadra delle Canarie dalla retrocessione.
Viene acquistato dal Recreativo di Huelva per 2,7 milioni e firma un contratto di quattro anni. Il 31 agosto 2008 fa il suo esordio sia nella Liga sia con la maglia del Recreativo, segnando il gol decisivo nella vittoria per 0-1 contro il Real Betis.
Il 23 gennaio 2010 passa in prestito al Real Saragozza.
Esordisce il 31 gennaio nella partita contro il Tenerife vinta per 3 a 1, in cui segna anche uno dei gol.
Pur essendo arrivato solo nella sessione invernale del calciomercato, Colunga conclude la stagione da capocannoniere della squadra con 7 gol segnati e contribuisce alla salvezza degli aragonesi dalla retrocessione.
Il 6 agosto 2010 torna al Recreativo che lo vende al Getafe per 2,5 milioni di euro.
Il 19 agosto 2010 esordisce in Europa League nella partita Getafe-APOEL, vinta dalla squadra di Madrid per 1-0.
Ha segnato il suo primo gol con la maglia del Getafe il 12 settembre 2010, nella partita contro il Levante vinta per 4 a 1.
Il 1º febbraio 2012 viene girato in prestito allo Sporting Gijón dove 10 anni prima aveva fatto il suo esordio da professionista
In totale nella sua prima stagione con il club di Madrid ha giocato 37 partite ed ha segnato 8 gol.
Il 30 gennaio 2015 viene annunciato il suo trasferimento in prestito al Granada.
Nel gennaio 2016 passa al Maiorca, in Segunda División spagnola. Gioca sette partite, segnando una doppietta al Leganés.
Il 30 agosto 2016 si svincola dal club delle isole Baleari. Il 2 settembre si accorda con i ciprioti dell'Anorthosis.